# Velatice
Velice (en allemand : Welatitz) est une commune du district de Brno-Campagne, dans la région de Moravie-du-Sud, en République tchèque. Sa population s'élevait à 760 habitants en 2020.

## Géographie
Velatice se trouve à 11 km à l'est du centre de Brno et à 194 km au sud-est de Prague.
La commune est limitée par Mokrá-Horákov au nord, par Tvarožná à l'est, par Šlapanice au sud et par Podolí à l'ouest.

## Histoire
La première mention de la localité date de 1288.